# 全種類。
『全種類。』（ぜんぶ）とは、TBSにて2010年4月6日（5日深夜）から同9月25日（24日深夜）まで放送された情報バラエティ番組。ハイビジョン制作でありアナログ放送ではレターボックスで放送された。

## 概要
- タイトル通り、あるものの全種類を紹介する番組。「動物でも人間でも無い」番組キャラクター「ゼンブー」が人間になるために全てを知るという趣旨のもと、番組が進行した。
- 紹介している合間には関連しているものの豆知識や情報を10秒で紹介するコーナーが設けられていた。
- 2010年8月14日（13日深夜）からは『笑撃!ワンフレーズ』の枠移動・拡大（木曜21:00 - 21:54）により、土曜日（金曜日深夜）の放送を開始した。TBSにとって深夜の帯番組で月曜日から金曜日にかけての放送は『歌う天気予報』以来[1]。ただし、金曜日は秋改編までのつなぎ番組であった。
- 当番組が終了後、火・木曜日（月・水曜日深夜）は前日23:50 - 0:50の1時間番組となる。2012年春の改編で火曜日（月曜日深夜）が30分番組と39分番組に分裂したため、前日23:50 - 0:50の1時間番組は木曜日のみ（水曜日深夜）になったが、同年秋の改編で木曜日（水曜日深夜）もそれぞれ30分番組に分裂したため、前日23:50 - 0:50の1時間番組は皆無となった。

## 放送時間
| 期間      | 期間      | 放送時間（JST）               | 放送時間（JST）       |
| 期間      | 期間      | 火〜金曜日 （月〜木曜日深夜） | 土曜日 （金曜日深夜） |
| --------- | --------- | ----------------------------- | --------------------- |
| 2010.4.6  | 2010.8.6  | 0:25 - 0:55                   | （放送無し）          |
| 2010.8.10 | 2010.9.25 | 0:25 - 0:55                   | 0:20 - 0:50           |

補足
- 放送時間はいずれも翌日未明である。
- ゴールデンタイムの特別番組やスポーツ中継の時間の関係および、『NEWS23X』が当日重大事件・事故などの関係で延長した場合、放送時間が繰り下げとなる場合がある。

## 出演者
進行
- 山本匠晃（TBSアナウンサー）
- 田中みな実（当時TBSアナウンサー）

他
- 長谷川恵美（女優・グラビアアイドル）

## 視聴率
- 2010年6月29日（6月30日未明、2:15 - 2:45）の放送において番組史上最高の53.9%（関東地区、ビデオリサーチ調べ）を記録した[2][3][4]。異例の高数字ではあったものの、公式にはカウントされていない[5]。

## ネット局
| 放送対象地域 | 放送局           | 系列    | 放送期間               | 放送日時                                                              | 遅れ   |
| ------------ | ---------------- | ------- | ---------------------- | --------------------------------------------------------------------- | ------ |
| 関東広域圏   | TBSテレビ（TBS） | TBS系列 | 2010年4月6日 - 9月25日 | 火曜〜金曜 0:25 - 0:55（月曜〜木曜深夜） 土曜 0:20 - 0:50（金曜深夜） | 制作局 |

## スタッフ
- プロデューサー：服部英司、石橋孝之
- チーフプロデューサー : 近藤誠
- 製作著作：TBS